# 肯德里克敦 (密蘇里州)
肯德里克敦（英語：Kendricktown）是位於美國密蘇里州賈斯珀縣的非建制地區。

## 地理
肯德里克敦所處的海拔為高於海平面267米（即876英呎），而該地所採用的時區為UTC-6，即北美中部時區（CST）。同時該地設有夏令時間，為UTC-6調快一小時，即UTC-5（CDT）。